# 卡拉姆巴卡姆
卡拉姆巴卡姆（Karambakkam），是印度泰米尔纳德邦Thiruvallur县的一个城镇。总人口14591（2001年）。

## 人口
该地2001年总人口14591人，其中男性7569人，女性7022人；0—6岁人口1546人，其中男791人，女755人；识字率73.43%，其中男性为78.48%，女性为67.99%。